# 도은비
도은비(1993년 9월 28일 ~ )는 대한민국의 배우이다. 드라마 《보좌관 - 세상을 움직이는 사람들》를 통해 연기자 경력을 시작했다.

## 학력
- 동덕여자대학교 방송연예과

## 출연 작품

### 드라마
- 2019년 JTBC 《보좌관 - 세상을 움직이는 사람들》 - 노다정 역
- 2019년 JTBC 《보좌관 - 세상을 움직이는 사람들 시즌2》 - 노다정 역
- 2025년 Netflix 《트리거》 - 고지영 역

### 영화
- 《수색자》 (2021년) - 임소연 중위 역

### 광고
- 2019년 리얼베리어 익스트림크림
- 2019년 컨디션환 (with 박서준)
- 2020년 맥도날드 슈니언 버거
- 2020년 카누 디카페인